# 人類遺傳學年鑑
《人類遺傳學年鑑》（Annals of Human Genetics）是一份範圍涵蓋人類遺傳學經同行評審發行的科学期刊，於1925年由卡尔·皮尔逊創立，創立時的名稱為《優生學年鑑》（Annals of Eugenics）直到1954年鑒於對優生學的看法有所變化，因此改成現名。此期刊注重於遺傳學與統計學，副標題是達爾文的雋語「我不相信任何事情，除了實測和三法則」（I have no Faith in anything short of actual measurement and the rule of three）。

## 優生學年鑑
1925年至1933年皮爾遜為該期刊的主編，1934年由羅納德·費雪接任主編。

## 外部連結
- 官方网站